# Малкув Новий
Малкув Новий (пол. Małków Nowy; укр. Малків Новий) — селище (осада) у Польщі, у люблінському воєводстві Грубешівського повіту, ґміни Мірче.